# Notre-Dame-d'Allençon
Notre-Dame-d'Allençon és un municipi francès situat al departament de Maine i Loira i a la regió de País del Loira. L'any 2007 tenia 498 habitants.

## Demografia

### Població
El 2007 la població de fet de Notre-Dame-d'Allençon era de 498 persones. Hi havia 176 famílies de les quals 34 eren unipersonals (30 homes vivint sols i 4 dones vivint soles), 39 parelles sense fills, 94 parelles amb fills i 9 famílies monoparentals amb fills.
La població ha evolucionat segons el següent gràfic:
Habitants censats

### Habitatges
El 2007 hi havia 198 habitatges, 179 eren l'habitatge principal de la família, 8 eren segones residències i 11 estaven desocupats. Tots els 195 habitatges eren cases. Dels 179 habitatges principals, 139 estaven ocupats pels seus propietaris, 38 estaven llogats i ocupats pels llogaters i 3 estaven cedits a títol gratuït; 1 tenia una cambra, 3 en tenien dues, 27 en tenien tres, 47 en tenien quatre i 101 en tenien cinc o més. 159 habitatges disposaven pel capbaix d'una plaça de pàrquing. A 63 habitatges hi havia un automòbil i a 101 n'hi havia dos o més.

### Piràmide de població
La piràmide de població per edats i sexe el 2009 era:
| Homes | Edats   | Dones |
| ----- | ------- | ----- |
| 0     | 95 o +  | 0     |
| 0     | 90 a 94 | 0     |
| 0     | 85 a 89 | 0     |
| 0     | 80 a 84 | 0     |
| 12    | 75 a 79 | 4     |
| 12    | 70 a 74 | 8     |
| 4     | 65 a 69 | 8     |
| 8     | 60 a 64 | 8     |
| 0     | 55 a 59 | 4     |
| 16    | 50 a 54 | 16    |
| 4     | 45 a 49 | 12    |
| 32    | 40 a 44 | 8     |
| 16    | 35 a 39 | 20    |
| 20    | 30 a 34 | 16    |
| 12    | 25 a 29 | 16    |
| 4     | 20 a 24 | 16    |
| 20    | 15 a 19 | 32    |
| 24    | 10 a 14 | 12    |
| 4     | 5 a 9   | 4     |
| 24    | 0 a 4   | 12    |

## Economia
El 2007 la població en edat de treballar era de 324 persones, 269 eren actives i 55 eren inactives. De les 269 persones actives 244 estaven ocupades (132 homes i 112 dones) i 25 estaven aturades (12 homes i 13 dones). De les 55 persones inactives 9 estaven jubilades, 27 estaven estudiant i 19 estaven classificades com a «altres inactius».

### Ingressos
El 2009 a Notre-Dame-d'Allençon hi havia 207 unitats fiscals que integraven 583,5 persones, la mediana anual d'ingressos fiscals per persona era de 17.077 €.

### Activitats econòmiques
Dels 25  establiments que hi havia el 2007, 1 era d'una empresa de fabricació de material elèctric, 3 d'empreses de fabricació d'altres productes industrials, 4 d'empreses de construcció, 5 d'empreses de comerç i reparació d'automòbils, 3 d'empreses de transport, 1 d'una empresa d'hostatgeria i restauració, 4 d'empreses de serveis, 1 d'una entitat de l'administració pública i 3 d'empreses classificades com a «altres activitats de serveis».
Dels 6 establiments de servei als particulars que hi havia el 2009, 3 eren tallers de reparació d'automòbils i de material agrícola, 1 paleta, 1 lampisteria i 1 restaurant.
L'any 2000 a Notre-Dame-d'Allençon hi havia 17 explotacions agrícoles que ocupaven un total de 560 hectàrees.

## Equipaments sanitaris i escolars
El 2009 hi havia una escola elemental.

## Poblacions més properes
El següent diagrama mostra les poblacions més properes.